# Euscorpius scheraboni
Espèce
Euscorpius scheraboni est une espèce de scorpions de la famille des Euscorpiidae.

## Distribution
Cette espèce est endémique d'Attique en Grèce. Elle se rencontre sur l'Hymette.

## Description
Le mâle holotype mesure 27,98 mm et la femelle paratype 30,20 mm.

## Étymologie
Cette espèce est nommée en l'honneur de Bernhard Scherabon.

## Publication originale
- Kovařík & Šťáhlavský, 2020 : Five new species of Euscorpius Thorell, 1876 (Scorpiones: Euscorpiidae) from Albania, Greece, North Macedonia, and Serbia. Euscorpius, no 315, p. 1-37 (texte intégral).